# Palácio do Bispo (Galveston)

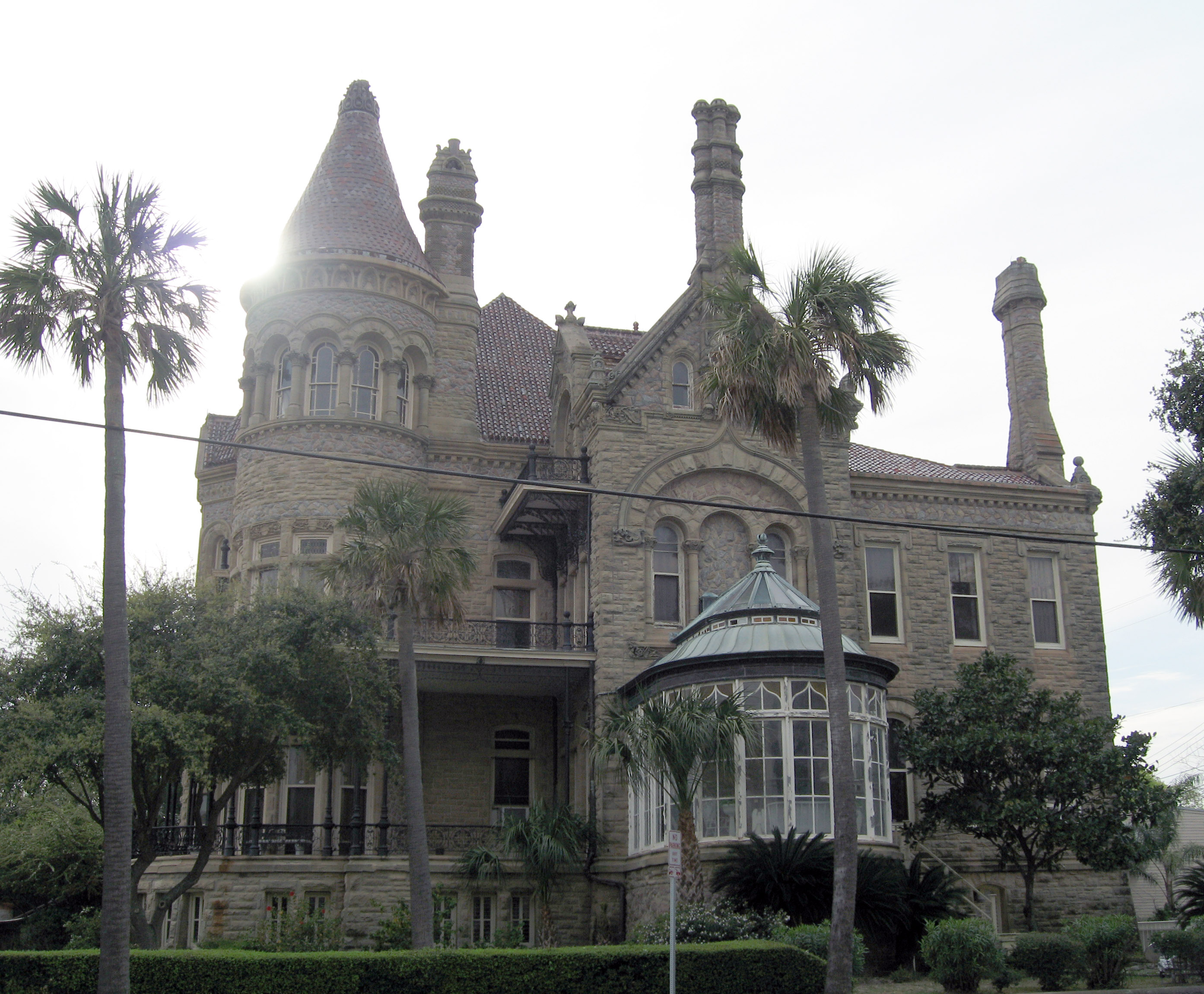
O Palácio do Bispo em Galveston.

O Palácio do Bispo (em inglês:  Bishop's Palace), também conhecido como Gresham's Castle, é uma ornada casa vitoriana localizada na Broadway e na 14th Street, no East End Historic District de Galveston, no Texas, Estados Unidos da América. O American Institute of Architects listou o palácio como um dos 100 edifícios mais significativos nos Estados Unidos da América e a Biblioteca do Congresso classificou-o como uma das catorze estruturas vitorianas mais representativas na nação.
O palácio foi construido entre 1887 e 1893, pelo arquitecto de Galveston Nicholas J. Clayton, para o advogado e político Walter Gresham. Em 1923, a Diocese Católica Romana de Galveston comprou o edifício e, situando-se no lado oposto da rua em relação à Igreja do Sagrado Coração (Sacred Heart Church), serviu como uma residência do bispo. Depois dos gabinetes diocesanos se mudarem para Houston, a diocese abriu o palácio ao público em 1963, com os proventos das visitas a serem usados para ajudar no financiamento do Newman Center, a operar na cave, o qual serve os estudantes católicos do vizinho University of Texas Medical Branch (Ramo Médico da Universidade do Texas).
Pensa-se que o palácio terá custado 250.000 dólares na época da construção; actualmente o seu valor é estimado em mais de 5,5 milhões.

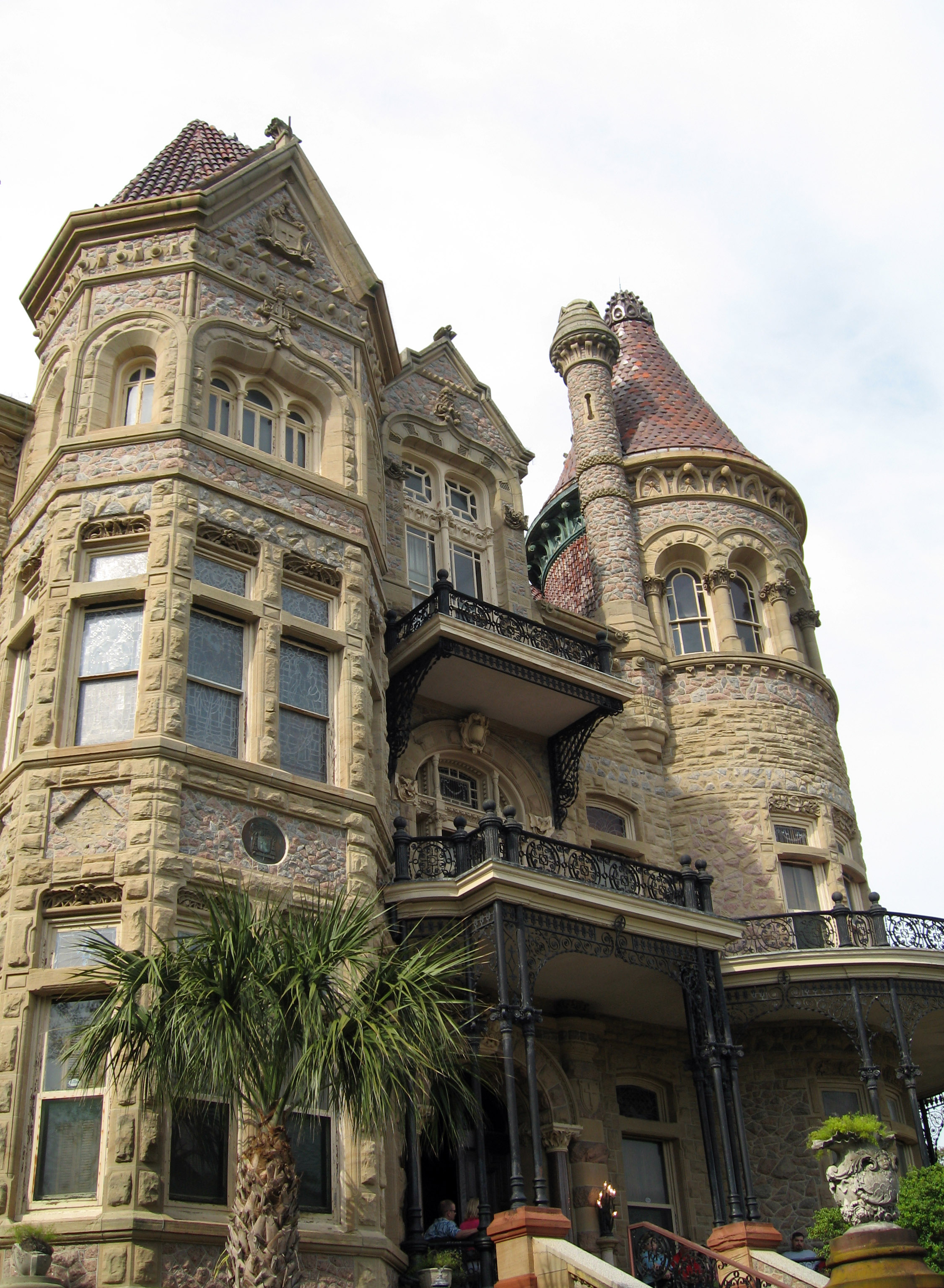
Fachada do palácio
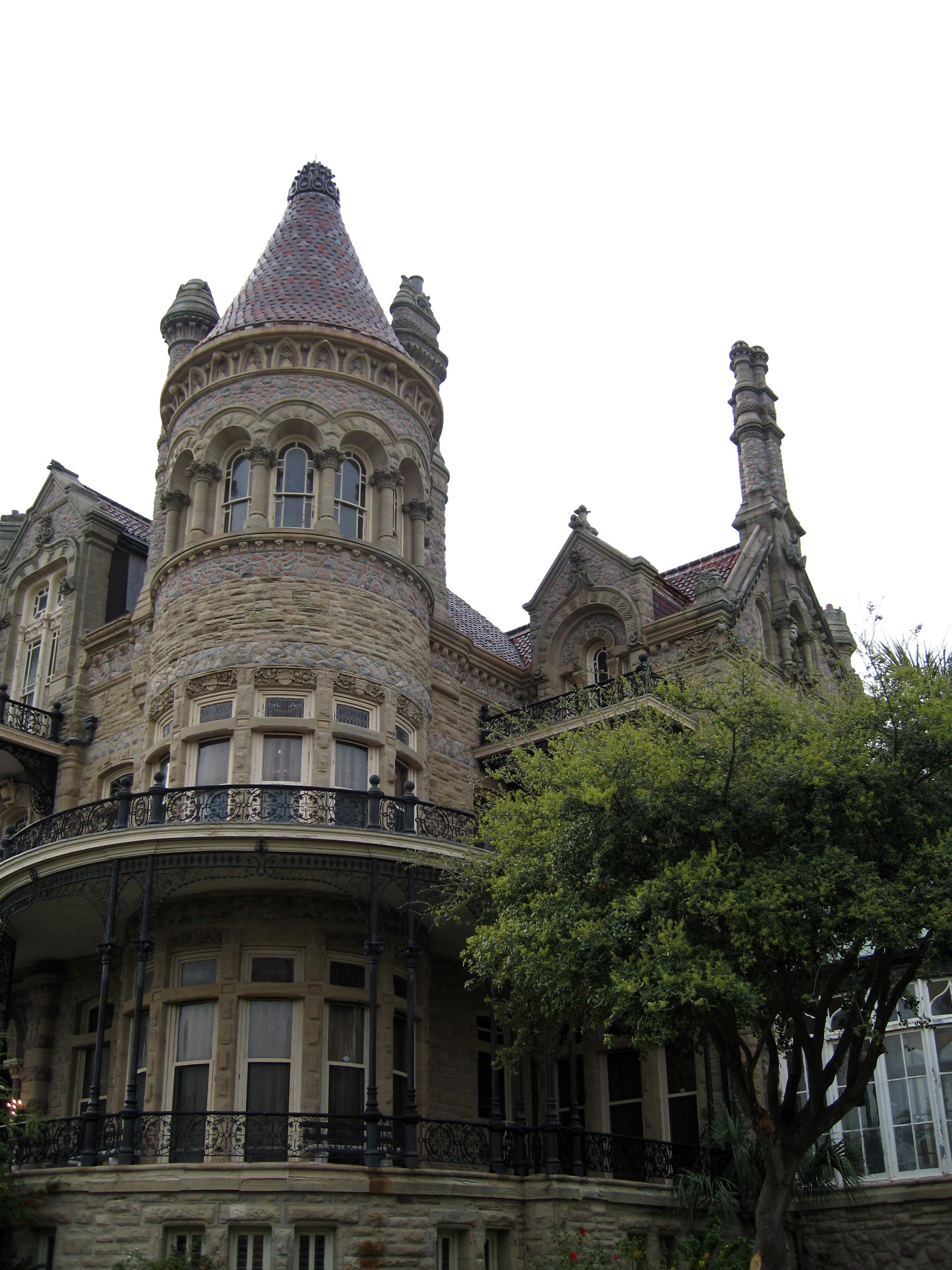
Vista parcial
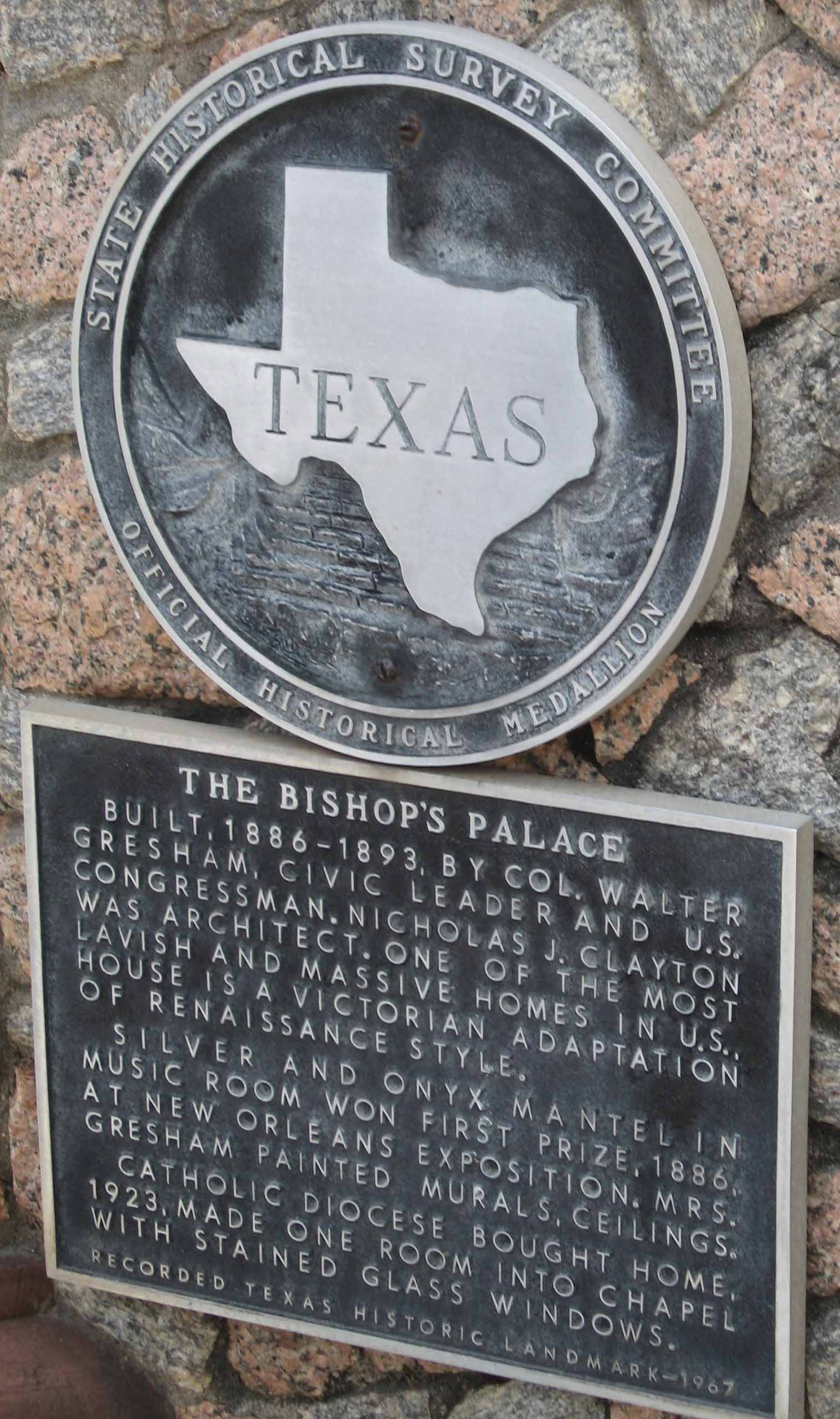